# Liste kanadischer Metalbands
Die Liste kanadischer Metalbands zählt namhafte kanadische Musikgruppen aus dem Genre Metal auf. Hard-Rock-Bands werden nur in die Liste aufgenommen, insofern sie auch Metal spielen. Zur Aufnahme in die Liste muss Wikipediarelevanz vorhanden sein.

## #
| Name              | Gründung | Auflösung | Herkunft  | Genre(s) | Anmerkungen |
| ----------------- | -------- | --------- | --------- | -------- | ----------- |
| 3 Inches of Blood | 1999     | 2015      | Vancouver | Metal    |             |

## A
| Name              | Gründung         | Auflösung | Herkunft               | Genre(s)                                          | Anmerkungen                 |
| ----------------- | ---------------- | --------- | ---------------------- | ------------------------------------------------- | --------------------------- |
| Abandon All Ships | 2006, 2016, 2020 | 2014      | Toronto                | Trancecore, Metalcore                             |                             |
| Aggression        | 1984, 2005       | ca. 1987  | Montreal               | Thrash Metal                                      | als Asylum gegründet        |
| The Agonist       | 2004             |           | Montreal               | Melodic Death Metal, Metalcore, Progressive Metal | als The Tempest gegründet   |
| Alpha Galates     | 2001             |           | Medicine Hat / Toronto | Progressive Metal                                 | als The Hollow gegründet    |
| Altars of Grief   | 2013             | 2019      | Regina                 | Death Doom, Funeral Doom, Gothic Metal            |                             |
| Angelmaker        | 2011             |           | Vancouver              | Deathcore                                         |                             |
| Annihilator       | 1984             |           | Vancouver              | Thrash Metal, Heavy Metal, Speed Metal            |                             |
| Anvil             | 1978             |           | Toronto                | Heavy Metal, Speed Metal                          | als Lips gegründet          |
| Archspire         | 2009             |           | Vancouver              | Progressive Death Metal, Technical Death Metal    | als Defenestrated gegründet |
| Arkayic Revolt    | 2008             |           | Windsor                | Thrash Metal                                      |                             |
| Atheretic         | 1999             |           | Montreal               | Technical Death Metal, Brutal Death Metal         |                             |
| Atramentus        | 2012             |           | Longueuil              | Funeral Doom                                      |                             |
| Augury            | 2001             |           | Montreal               | Progressive Death Metal, Technical Death Metal    |                             |
| Axis of Advance   | 1998             | 2008      | Edmonton               | Black Metal, Death Metal, Thrash Metal, Grindcore |                             |

## B
| Name                      | Gründung   | Auflösung | Herkunft | Genre(s)                                        | Anmerkungen                   |
| ------------------------- | ---------- | --------- | -------- | ----------------------------------------------- | ----------------------------- |
| Baptized in Blood         | 2004       |           | London   | Melodic Death Metal, Thrash Metal               |                               |
| Bastardator               | 2006       | 2009/10   | Ottawa   | Thrash Metal                                    |                               |
| Beheading of a King       |            |           | Montreal | Deathcore, Metalcore                            |                               |
| Beneath the Massacre      | 2004       |           | Montreal | Technical Death Metal                           |                               |
| Beyond Creation           | 2005       |           | Montreal | Progressive, Death Metal, Technical Death Metal |                               |
| Blackguard                | 2001       |           | Montreal | Folk Metal, Melodic Death Metal                 | als Profugus Mortis gegründet |
| Blasphemy                 | 1984       |           | Burnaby  | Black Metal                                     |                               |
| Blessed by a Broken Heart | 2003       | 2013      | Montreal | Metalcore, Hair Metal                           |                               |
| Blind Witness             | 2006, 2014 | 2012      |          | Deathcore                                       |                               |
| Blood Ceremony            | 2006       |           | Toronto  | Doom Metal, Psychedelic Rock                    |                               |
| Bombnation                | 2007       |           |          | Thrash Metal, Crossover                         |                               |
| Buried Inside             | 1997       | 2010      | Ottawa   | Post-Metal                                      |                               |

## C
| Name      | Gründung | Auflösung | Herkunft | Genre(s)                         | Anmerkungen            |
| --------- | -------- | --------- | -------- | -------------------------------- | ---------------------- |
| Cauldron  | 2006     |           | Toronto  | Heavy Metal                      |                        |
| Cryptopsy | 1988     |           | Montreal | Technical Death Metal, Deathcore | als Necrosis gegründet |

## D
| Name                  | Gründung   | Auflösung | Herkunft | Genre(s)                  | Anmerkungen |
| --------------------- | ---------- | --------- | -------- | ------------------------- | ----------- |
| Dahmer                | 1995       | 2000      |          | Grindcore                 |             |
| Dead Brain Cells      | 1985, 2002 | 1991      | Montreal | Thrash Metal, Speed Metal |             |
| A Death for Every Sin | 1999       | 2003      | Montreal | Metalcore, Hardcore Punk  |             |
| Despised Icon         | 2002, 2014 | 2010      | Montreal | Deathcore                 |             |
| Disciples of Power    | 1985, 2012 | 2002      | Edmonton | Thrash Metal, Death Metal |             |
| Dyoxen                | 1985       | 1991      | Montreal | Thrash Metal              |             |

## E
| Name    | Gründung | Auflösung | Herkunft | Genre(s)                         | Anmerkungen              |
| ------- | -------- | --------- | -------- | -------------------------------- | ------------------------ |
| Eidolon | 1993     |           |          | Power Metal                      |                          |
| Eudoxis | 1984     | 1993      | Montreal | Thrash Metal, Power Metal        |                          |
| Ex Deo  | 2008     |           | Montreal | Pagan Metal, Melodic Death Metal |                          |
| Exciter | 1978     |           | Ottawa   | Speed Metal, Thrash Metal        | als Hell Razor gegründet |

## F
| Name            | Gründung | Auflösung | Herkunft   | Genre(s)         | Anmerkungen |
| --------------- | -------- | --------- | ---------- | ---------------- | ----------- |
| Flybanger       | 1995     | 2005      |            | Metal            |             |
| Forgotten Tales | 1999     |           |            | Power Metal      |             |
| Forteresse      | 2006     |           |            | Extreme Metal    |             |
| Fuck the Facts  | 1997     |           | Gatineau   | Grindcore, Noise |             |
| Funerary Dirge  | 2003     |           | Belleville | Funeral Doom     |             |

## G
| Name            | Gründung   | Auflösung | Herkunft  | Genre(s)                                     | Anmerkungen |
| --------------- | ---------- | --------- | --------- | -------------------------------------------- | ----------- |
| Get the Shot    | 2009       |           |           | Hardcore, Thrash Metal                       |             |
| Gorguts         | 1989, 2008 | 2005      |           | Death Metal                                  |             |
| Gospel of Death | 2019       |           | Vancouver | Funeral Doom, Dark Ambient, Atmospheric Doom |             |

## H
| Name         | Gründung | Auflösung | Herkunft | Genre(s)            | Anmerkungen |
| ------------ | -------- | --------- | -------- | ------------------- | ----------- |
| Headstrong   | 2001     |           | Montreal | Mathcore, Deathcore |             |
| Heaven’s Cry | 1990er   |           | Montreal | Progressive Metal   |             |

## I
| Name             | Gründung | Auflösung | Herkunft | Genre(s)                               | Anmerkungen            |
| ---------------- | -------- | --------- | -------- | -------------------------------------- | ---------------------- |
| Immersed         | 2008     |           | Ottawa   | Technical Death Metal                  |                        |
| Infernäl Mäjesty | 1986     |           | Toronto  | Thrash Metal                           | als Overlord gegründet |
| Inner Thought    | 1989     | ca. 1999  | Toronto  | Death Metal, Industrial Metal          |                        |
| Intervals        | 2011     |           | Toronto  | Progressive Metal, Djent               |                        |
| Into Eternity    | 1998     |           | Regina   | Progressive Metal, Melodic Death Metal |                        |
| Ion Dissonance   | 2001     |           | Montreal | Mathcore, Deathcore                    |                        |

## K
| Name                | Gründung | Auflösung | Herkunft                | Genre(s)                             | Anmerkungen |
| ------------------- | -------- | --------- | ----------------------- | ------------------------------------ | ----------- |
| Kaotik              | 2007     |           | Québec                  | Death Metal                          |             |
| Kataklysm           | 1991     |           | Montreal                | Death Metal, Melodic Death Metal     |             |
| Killer Dwarfs       | 1981     |           | Oshawa                  | Hard Rock, Heavy Metal               |             |
| Kittie              | 1996     |           |                         | Nu Metal                             |             |
| Kobra and the Lotus | 2008     |           | Calgary                 | Heavy Metal, Hard Rock, Thrash Metal |             |
| Krief de Soli       | 2009     |           | Sainte-Agathe-des-Monts | Funeral Doom                         |             |

## L
| Name             | Gründung | Auflösung | Herkunft | Genre(s)     | Anmerkungen |
| ---------------- | -------- | --------- | -------- | ------------ | ----------- |
| Longing for Dawn | 2002     | 2011      |          | Funeral Doom |             |

## M
| Name                   | Gründung         | Auflösung  | Herkunft       | Genre(s)                              | Anmerkungen |
| ---------------------- | ---------------- | ---------- | -------------- | ------------------------------------- | ----------- |
| Malsanctum             | 2002             | 2011       | Quebec         | Funeral Doom                          |             |
| Martyr                 | 1994             |            | Trois-Rivières | Progressive Metal, Death Metal        |             |
| Messiah Force          | 1984             | ca. 1991   | Jonquière      | Heavy Metal, Power Metal, Speed Metal |             |
| Monster Voodoo Machine | 1991, 1997, 2007 | 1996, 1999 | Toronto        | Industrial Metal                      |             |
| Mortillery             | 2008             |            | Edmonton       | Thrash Metal                          |             |

## N
| Name          | Gründung | Auflösung | Herkunft | Genre(s)                                                              | Anmerkungen |
| ------------- | -------- | --------- | -------- | --------------------------------------------------------------------- | ----------- |
| Nadja         | 2003     |           | Toronto  | Drone Doom                                                            |             |
| Necronomicon  | 1991     |           | Toronto  | Death Metal, Black Metal                                              |             |
| Neuraxis      | 1994     |           | Montreal | Technical Death Metal, Melodic Death Metal                            |             |
| Nickelback    | 1995     |           | Hanna    | Post-Grunge, Hard Rock, Alternative Rock, Pop-Rock, Alternative Metal |             |
| Ninjaspy      | 2001     |           |          | Experimental Metal, Ska                                               |             |
| Nostrum       | 2012     |           | Victoria | Death Doom                                                            |             |
| Nuclearhammer | 2005     |           | Toronto  | Black Metal, Death Metal, War Metal                                   |             |

## O
| Name               | Gründung         | Auflösung  | Herkunft    | Genre(s)                            | Anmerkungen            |
| ------------------ | ---------------- | ---------- | ----------- | ----------------------------------- | ---------------------- |
| Obey the Brave     | 2011             | 2020       | Montreal    | Hardcore-Punk, Metalcore            |                        |
| Obliveon           | 1987             | 2002       |             | Technical Death Metal, Thrash Metal | als Oblivion gegründet |
| Obscene Crisis     | 1992, 2003, 2007 | 1997, 2004 |             | Grindcore, Deathgrind               |                        |
| Old Graves         | 2013             | ca. 2017   | Abbotsford  | Black Metal                         |                        |
| The Order of Chaos | 2004             |            | Edmonton    | Heavy Metal                         |                        |
| Overthrow          | 1987             | 1991       | Scarborough | Thrash Metal, Death Metal           |                        |

## P
| Name             | Gründung   | Auflösung | Herkunft    | Genre(s)                                 | Anmerkungen                  |
| ---------------- | ---------- | --------- | ----------- | ---------------------------------------- | ---------------------------- |
| Panzerfaust      | 2005       |           | Mississauga | Black Metal                              |                              |
| Piledriver       | 1984, 2004 | 1989      | Toronto     | Speed Metal, Power Metal, Thrash Metal   | als The Exalted Piledriver   |
| Protest the Hero | 1999       |           | Whitby      | Progressive Metal, Mathcore              | als Happy Go Lucky gegründet |
| Pulse Ultra      | 1997       | 2004      | Montreal    | Nu Metal, Alternative Metal, Post-Grunge |                              |

## Q
| Name      | Gründung | Auflösung | Herkunft | Genre(s)            | Anmerkungen |
| --------- | -------- | --------- | -------- | ------------------- | ----------- |
| Quo Vadis | 1992     |           | Montreal | Melodic Death Metal |             |

## R
| Name     | Gründung   | Auflösung | Herkunft          | Genre(s)                                                | Anmerkungen |
| -------- | ---------- | --------- | ----------------- | ------------------------------------------------------- | ----------- |
| Rahowa   | 1989       | 1997      | Metal, Rechtsrock |                                                         |             |
| Razor    | 1984, 1997 | 1992      | Guelph            | Thrash Metal                                            |             |
| Reckless | 1978       | 1987      | Ottawa            | Heavy Metal, Hard Rock                                  |             |
| Rush     | 1968       | 2018      |                   | Progressive Rock, Hardrock, Heavy Metal, Bluesrock, AOR |             |

## S
| Name                | Gründung   | Auflösung | Herkunft    | Genre(s)                                                | Anmerkungen         |
| ------------------- | ---------- | --------- | ----------- | ------------------------------------------------------- | ------------------- |
| Sacred Blade        | 1981       |           | Vancouver   | Progressive Metal                                       |                     |
| Sacrifice           | 1983, 2006 | 1993      | Toronto     | Thrash Metal                                            |                     |
| Saint Asonia        | 2015       |           | Toronto     | Alternative Metal, Post-Grunge                          |                     |
| Savage Steel        | 1981       | 1988/89   | Mississauga | Power Metal, Progressive Metal, Thrash Metal            |                     |
| Sig:Ar:Tyr          | 2003       |           |             | Viking Metal, Pagan Metal, Dark Ambient                 |                     |
| Skull Fist          | 2006       |           | Toronto     | Heavy Metal, Speed Metal                                |                     |
| Slaughter           | 1984       | 1995      |             | Death Metal, Thrash Metal                               |                     |
| Slaves on Dope      | 1993, 2009 | 2004      | Montreal    | Post-Grunge, Alternative Metal, Nu Metal, Groove Metal  |                     |
| Sons of Otis        | 1992       |           | Toronto     | Stoner Doom                                             |                     |
| Soothsayer          | 1985, 2007 | 1990      | Beauport    | Thrash Metal                                            |                     |
| Soulstorm           | 1991       |           | Toronto     | Death Metal, Industrial Metal                           |                     |
| Spasme              | 1994       | 2001      | Val-d’Or    | Technical Death Metal                                   |                     |
| Spiritbox           | 2016       |           |             | Progressive Metal, Djent, Metalcore, Alternative Metal  |                     |
| Stonehammer         | 1992       |           | Toronto     | RAC, Oi!, Balladen, Folk, Metal                         | als Aryan gegründet |
| Strapping Young Lad | 1995       | 2007      |             | Industrial Metal, Death Metal                           |                     |
| Striker             | 2007       |           | Edmonton    | Speed Metal, Thrash Metal, Heavy Metal                  |                     |
| Structures          | 2009       |           | Toronto     | Metalcore, Progressive Metal                            |                     |
| Sum 41              | 1996       |           | Ajax        | Punkrock, Alternative Rock, Alternative Metal, Pop-Punk |                     |
| Sympathy            | 1991       |           | Caronport   | Technical Death Metal, Thrash Metal                     |                     |

## T
| Name                 | Gründung   | Auflösung | Herkunft              | Genre(s)                                                                           | Anmerkungen                                 |
| -------------------- | ---------- | --------- | --------------------- | ---------------------------------------------------------------------------------- | ------------------------------------------- |
| Thine Eyes Bleed     | 2002       |           | London                | Melodic Death Metal, Metalcore                                                     |                                             |
| Thor                 | 1976, 1997 | 1986      | Vancouver             | Heavy Metal, Glam Metal                                                            |                                             |
| Thorazine            | 1996       | 2004      | Calgary               | Deathgrind                                                                         |                                             |
| Thousand Foot Krutch | 1995       |           | Peterborough          | Christian Rock, Nu Metal, Rap-Rock, Hard Rock, Alternative Metal, Alternative Rock |                                             |
| Threat Signal        | 2003       |           | Hamilton              | Melodic Death Metal, Metalcore, Groove Metal                                       |                                             |
| Three Days Grace     | 1992       |           |                       | Post-Grunge, Alternative Rock, Alternative Metal                                   |                                             |
| Towards Darkness     | 2000       |           | Montreal              | Funeral Doom, Post-Metal                                                           |                                             |
| Tvangeste            | 1996       |           | Königsberg (Russland) | Dark Metal                                                                         | russische Gruppe, seit 2005 in Kanada aktiv |

## U
| Name                | Gründung | Auflösung | Herkunft  | Genre(s)                                                        | Anmerkungen |
| ------------------- | -------- | --------- | --------- | --------------------------------------------------------------- | ----------- |
| Unexpect            | 1996     |           | Montreal  | Extreme Metal, Progressive Metal, Black Metal, Avantgarde Metal |             |
| Unleash the Archers | 2007     |           | Victoria  | Power Metal, Progressive Metal                                  |             |
| Untimely Demise     | 2006     |           | Saskatoon | Thrash Metal, Melodic Death Metal                               |             |

## V
| Name           | Gründung | Auflösung | Herkunft  | Genre(s)                                      | Anmerkungen |
| -------------- | -------- | --------- | --------- | --------------------------------------------- | ----------- |
| The Veer Union | 2004     |           | Vancouver | Alternative Rock, Alternative Metal, Nu Metal |             |
| Vesperia       | 2005     |           | Toronto   | Death Metal                                   |             |
| Voivod         | 1982     |           | Jonquière | Thrash Metal, Progressive Metal               |             |

## W
| Name           | Gründung    | Auflösung    | Herkunft | Genre(s)                                 | Anmerkungen |
| -------------- | ----------- | ------------ | -------- | ---------------------------------------- | ----------- |
| Wake           | 2009        |              | Calgary  | Grindcore                                |             |
| Warground      | 2012        |              | Victoria | Black Doom, Funeral Doom                 |             |
| Warpig         | 1968, 200er | Mitte 1970er |          | Hard Rock, Heavy Metal, Progressive Rock |             |
| Warsenal       | 2011        |              | Joliette | Thrash Metal, Speed Metal                |             |
| Woods of Ypres | 2002        | 2011         | Windsor  | Post-Black-Metal, Doom Metal             |             |

## Z
| Name         | Gründung   | Auflösung | Herkunft | Genre(s)                                           | Anmerkungen |
| ------------ | ---------- | --------- | -------- | -------------------------------------------------- | ----------- |
| Zaraza       | 1993, 2015 | 2006      | Montreal | Funeral Doom, Industrial Metal, Post-Metal, Sludge |             |
| Zimmers Hole | 1991       |           |          | Thrash Metal, Comedy                               |             |